# خلدون غرايبة

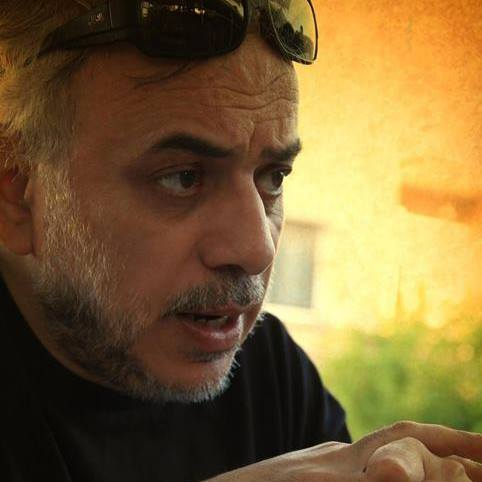
صورة شخصية لـ خلدون غرايبة

خلدون فؤاد غرايبة (17 أكتوبر 1968 -) رسام وفنان كاريكاتير أردني مواليد عمان. عمل في العديد من الصحف العربية ومنها مراسل صحيفة السفير اللبنانية اليومية بين عامي 1995-1997، وشارك أيضا في الفيلم السينمائي “محارم .. محارم” من إخراج محمد ملص 2008. 

## العمل
عمل غرايبة في عدد من الصحف والمجلات مثل الرأي، عمان، الأردن، في الفترة من 2000-2005 ومن 2006 حتى الآن. بالإضافة إلى الصحف الأسبوعية الأردنية الأخرى، بما في ذلك: البلاد، والمستقبل، والديار، والأهالي، والجماهير، ونداء الوطن، بالإضافة إلى صحف ومجلات أخرى، مثل: العسافير اللبنانية والنهار، والصبح الإيراني، والعديد من المواقع الإلكترونية.

## الأعمال المنشورة
- مجموعة من الرسوم الكاريكاتورية التي نشرها المركز العربي والعالمي للدراسات الصحفية في عمان
- الموسوعة العربية للكاريكاتير، الجزء الأولى، دمشق 1999[بحاجة لمصدر]
- الموسوعة العربية للرسوم المتحركة، الجزء الثاني، دمشق 2000

## المعارض الشخصية
- جامعة اليرموك ، إربد، 1994، 1995، 1996
- مجمع النقابات المهنية، عمان وإربد، 1996، 1998 و1999
- جامعة إربد الاهلية، إربد، 1997
- نادي الصحافة، دبي، الإمارات العربية المتحدة 2005

## المعارض المشتركة
- مهرجان الفحيص 1996 مع فنانين أردنيين آخرين
- معرض رسامي الكاريكاتير العرب عمان 1996، مع علي فرزات وأخرون
- معرض «لا للتطبيع»، صنعاء، اليمن 1996،
- معرض "ارسم حقوق الإنسان" جنيف 1998 بمشاركة 58 فنان عالمي
- الملتقى الدولي الأول للكاريكاتير، الإمارات العربية المتحدة 2000
- معرض الصالون الدولي، سانت جويست لا مارته، فرنسا 2001 و2002 و2004
- معرض الكرتون، اليابان 2003
- معرض الهولوكوست إيران 2006
- معرض المعارض السورية، سوريا 2007
- معرض من الميناء إلى الموانئ، إيطاليا 2010

## الجوائز
- جائزة خاصة، معرض المعارض السورية، مسابقة بعنوان (المسرحية) ، دمشق، سوريا 2007
- جائزة خاصة، معرض المعارض السورية، مسابقة بعنوان (الأقلام) ، دمشق، سوريا 2008
- جائزة باري فير، باري، إيطاليا 2010

## روابط خارجية
- اعمال الفنان خلدون غرايبة عبر صحيفة الرأي